# Knute Rahm
Knute Rahm (20 marzo 1876 – Los Angeles, 23 luglio 1957) è stato un attore svedese naturalizzato statunitense che lavorò nel cinema muto negli anni dieci.

## Biografia
Nato in Svezia nel 1876, Knute Rahm fece il suo debutto cinematografico nel 1911, a 35 anni, in un cortometraggio della Kalem, compagnia per cui lavorò fino al 1917, ricoprendo soprattutto ruoli da caratterista per film western o di genere. Recitò spesso con Carlyle Blackwell e Alice Joyce.
Nel 1915, prese parte al serial Fanciulla detective con protagonista Ruth Roland.
Nella sua carriera, girò 37 film. L'ultima sua partecipazione cinematografica fu in un western diretto da James W. Horne, Sagebrush Law. Quando si ritirò, aveva 41 anni.
Knute Rahm morì a Los Angeles, il 23 luglio 1957.

## Filmografia
La filmografia è completa. Quando manca il nome del regista, questo non viene riportato nei titoli
- The Mistress of Hacienda del Cerro, regia di George Melford - cortometraggio (1911)
- The Russian Peasant, regia di George Melford - cortometraggio (1912)
- The Alcalde's Conspiracy, regia di George Melford - cortometraggio (1912)
- The Bell of Penance, regia di George Melford - cortometraggio (1912)
- The Defeat of the Brewery Gang
- Jean of the Jail, regia di George Melford - cortometraggio (1912)
- The Spanish Revolt of 1836, regia di George Melford - cortometraggio (1912)
- The Stolen Invention, regia di George Melford - cortometraggio (1912)
- The Bag of Gold, regia di George Melford - cortometraggio (1912)
- The Colonel's Escape, regia di George Melford - cortometraggio (1912)
- The Organ Grinder, regia di George Melford - cortometraggio  (1912)
- The Kentucky Girl, regia di George Melford - cortometraggio (1912)
- The Apache Renegade, regia di George Melford - cortometraggio (1912)
- The Redskin Raiders
- The Power of a Hymn, regia di George Melford - cortometraggio (1912)
- Days of '49, regia di George Melford - cortometraggio (1912)
- Red Wing and the Paleface, regia di George Melford - cortometraggio (1912)
- The Indian Uprising at Santa Fe, regia di George Melford - cortometraggio (1912)
- Red Sweeney's Mistake, regia di George Melford - cortometraggio (1913)
- The Last Blockhouse, regia di George Melford - cortometraggio (1913)
- A Life in the Balance, regia di George Melford - cortometraggio (1913)
- The Redemption, regia di George Melford - cortometraggio (1913)
- The Missing Bonds, regia di George Melford - cortometraggio (1913)
- The Honor System, regia di George Melford - cortometraggio (1913)
- The Attack at Rocky Pass, regia di George Melford - cortometraggio (1913)
- The California Oil Crooks, regia di George Melford - cortometraggio  (1913)
- The Wayward Son, regia di George Melford - cortometraggio (1913)
- The Battle for Freedom, regia di George Melford - cortometraggio (1913)
- The Tragedy of Big Eagle Mine - cortometraggio (1913)
- On the Brink of Ruin, regia di George Melford - cortometraggio (1913)
- The Invaders, regia di George Melford (1913)
- Trooper Billy, regia di George Melford - cortometraggio (1913)
- A Daughter of the Underworld, regia di George Melford - cortometraggio (1913)
- The Plot of India's Hillmen, regia di George Melford - cortometraggio (1913)
- Fanciulla detective (The Girl Detective) serial di James W. Horne (1915)
- The Mystery of the Tea Dansant, regia di James W. Horne (1915)
- The Poisoned Dart, regia di James W. Horne (1916)
- The Stain of Chuckawalla, regia di James W. Horne (1916)
- On the Brink of War, regia di James W. Horne - cortometraggio (1916)
- The Door in the Mountain
- Sagebrush Law, regia di James W. Horne - cortometraggio (1917)